# 廖荣坤
廖荣坤（1903年—1933年5月），湖北省麻城县乘马岗罗家河湾人，中国共产党早期人物。

## 生平
1926年，加入中国共产党。1927年11月参加了鄂东北地区的黄麻起义，后任工农革命军鄂东军第2路快枪队队长、第7军2队队长、红军第11军31师2队队长等职。1931年1月，红一军和中国工农红军第十五军合编为红四军，廖荣坤任红四军11师32团团长。红四军整编后，乘敌处于守势之机，转入攻势作战，下旬，开始攻打新集。新集是大别山区的一座山城，易守难攻，红军连续攻城7天都未成功。廖荣坤和30团团长王树声经反复研究后，提出“坑道爆破攻坚”的作战方案。廖荣坤亲自担任爬墙突击队队长，率领120多名队员，在爆破硝烟的掩护下，冲进被炸开的城墙缺口，展开巷战，攻克新集。
次年5月，廖荣坤调任红四方面军红二十五军75师师长，率部采取内外夹击的战术，奇袭淮阳重镇正阳关，歼敌400余人，缴获大批物资。随后转入防御作战，在淠河以东协同抗击敌人向根据地发动的第四次反围剿战争。从6月中旬一直坚持到8月13日，给国军独立第40旅和第4、第7师等以重创。10月，红四方面军离开鄂豫皖苏区西征，廖荣坤奉命留下，于白莲涧、团上等地指挥75师和74师一部及皖西地方武装，阻击国民革命军11个团的追击。
1933年1月，中共鄂豫皖省委决定组建红二十八军，廖荣坤任军长。红二十八军开赴皖西北，在四道河与国军75师激战，毙伤团长以下官兵数百人。接着，在胭脂坳、白沙河与国军54师激战。随后，廖荣坤指挥红军向东挺进200余里，攻占屯积军粮的叶家集，歼灭300余人，缴获粮食120万斤及大量军用物资。3月，廖荣坤率部又连续在双河山、窑沟、银沙畈等地打了几个胜仗，粉碎了国军清剿计划。
为加强红25军的作战力量，1933年4月，红二十八军编为红二十五军第73师，廖荣坤任副军长兼73师师长。15日，廖荣坤与吴焕先指挥部队在潘家河歼敌13师1个多团，后于杨刑寨再歼国军30师和31师各一部。这一时期，由于张国焘搞“肃反”扩大化和军事上冒险主义的影响，使红25军遭遇重大损失。廖荣坤坚持真理，提出了尖锐的批评。为此，他被诬指为“反革命”、“改组派”。1933年5月，廖荣坤被错杀于黄安七里坪龙王山。1945年，中国共产党第七次全国代表大会追认为革命烈士。